# Trnávka (district de Dunajská Streda)
Pour les articles homonymes, voir Trnávka.
Trnávka est une commune du district de Dunajská Streda, dans la région de Trnava, Slovaquie.

## Histoire
La première mention écrite du village date de 1275.

## Démographie

### Évolution de la population
| Année:               | 1994. | 2004.   | 2014.    | 2024.    |
| -------------------- | ----- | ------- | -------- | -------- |
| Nombre de personnes: | 404   | 431     | 490      | 570      |
| Différence:          |       | +6,68 % | +13,68 % | +16,32 % |

| Année:               | 2023. | 2024.   |
| -------------------- | ----- | ------- |
| Nombre de personnes: | 548   | 570     |
| Différence:          |       | +4,01 % |